# Співробітництво України і ЄС у галузі транспорту
Співробітництво України та ЄС у галузі транспорту здійснюється за напрямками:
- розвиток транспортної інфраструктури України та її інтеграції до загальноєвропейської транспортної системи;
- підвищення рівня безпеки на транспорті та адаптація відповідного національного законодавства із залученням проєкту ЄК TWINNING;
- модернізація та оновлення основних фондів і рухомого складу транспорту;
- створення Спільного авіаційного простору між Україною та ЄС.

## Розвиток транспортної інфраструктури України та її інтеграції до загальноєвропейської транспортної системи
Відповідно до Програми розвитку національної мережі міжнародних транспортних коридорів в Україні на 2006—2010 роки, яку прийнято Урядом України у квітні 2006 року здійснюються:
- Розбудова національної мережі міжнародних транспортних коридорів, поліпшення її стану та збільшення пропускної спроможності,
- вдосконалення технології міжнародних перевезень за принципами логістичних товаропровідних систем.

Відповідно до цієї Програми реалізується політика Уряду щодо:
- інтеграції транспортної системи України до транс'європейської шляхом приведення стану вітчизняної транспортної мережі у відповідність до норм і стандартів ЄС;
- ефективного транспортного забезпечення зовнішньоекономічних зв'язків;
- залучення транзитних потоків країн Європи та Азії через територію України;
- збільшення надходжень до державного бюджету від експорту транспортних послуг.

У травні 2007 р. наказом Мінтрансзв'язку затверджено Концепцію сталої національної транспортної політики розвитку всіх видів.
Розробка транспортної стратегії, яку планується завершити до кінця 2009, а реалізацію розпочати з 2010 здійснюється на підставі цієї Концепції, в рамках проектів технічної допомоги ЄС:
- Twinning «Підтримка розробки та імплементації транспортної політики в Україні»
- «Підтримка інтеграції України у транс'європейську транспортну мережу ТЄМ-Т»

Українські інтереси в рамках розширення Транс'європейської транспортної мережі просуваються під час засідань Робочої групи з вивчення можливостей формування партнерства в рамках розширення транс'європейської Центральної транспортної осі.
З метою розвитку співробітництва з ЄС у сфері залізничного транспорту налагоджується співробітництво з Європейським агентством залізниць (ERA), яке відбувається в рамках Організації співробітництва залізниць (ОСЗ). На підставі Меморандуму про взаєморозуміння спільна контактна група ERA/ОСЗ проводить узагальнений аналіз взаємодії між залізничними системами колій шириною 1435 мм і 1520 мм.

## Підвищення рівня безпеки на дорогах
З метою підвищення безпеки на дорогах внесено зміни до деяких нормативно-правових актів України, зокрема щодо забезпечення створення безпечних умов для учасників дорожнього руху, відповідності міжнародним екологічним нормам, реформування системи державного технічного огляду колісних транспортних засобів тощо.
На даний час реалізується проєкт Twinning «Сприяння забезпеченню безпеки пасажирських та вантажних перевезень автомобільним транспортом в Україні».

## Спільний авіаційний простір між Україною та ЄС
У грудні 2007 року розпочався переговорний процес щодо укладення Угоди між Україною та ЄС про Спільний авіаційний простір.
Укладання широкомасштабної Угоди між Україною та ЄС про Спільний авіаційний простір передбачає об'єднання авіатранспортних ринків України та ЄС, що сприятиме ефективнішому використанню ринку авіаперевезень та покращенню якості послуг, розвитку транзитного потенціалу України, інтегруванню України до Європейських авіаційних структур та зміцненню авторитету нашої країни як авіаційної європейської держави.
На даний час відбулося 3 раунди переговорів щодо укладення Угоди між Україною та ЄС про створення Спільного авіаційного простору.
На цей час співробітництво між ЄС та державами-членами ЄС здійснюється відповідно до системи міжнародних договорів, укладених упродовж 1992—2005 років, яка складається з 27 двосторонніх міжурядових угод про повітряне сполучення між Україною та всіма державами-членами ЄС, а також Угоди між Україною та ЄС про певні аспекти повітряного сполучення від 1 грудня 2005 р. («горизонтальної угоди»).